# Lomami (řeka)
Lomami je řeka v Demokratické republice Kongo. Je to levý přítok řeky Kongo. Je 1 500 km dlouhá. Povodí má rozlohu 110 000 km².

## Průběh toku
Pramení na planině Katanga a teče na sever. Hluboko se zařezává do stolové písčité planiny a přitom vytváří četné vodopády a peřeje.

## Vodní režim
Vodní hladina je vyšší v období od září do dubna. Průměrný průtok u ústí činí 1 214 m³/s.

## Využití
Vodní doprava je možná do vzdálenosti 330 km od ústí.